# Marcel Lehmann
Marcel Lehmann (* 11. März 1953 in Niederschopfheim) ist ein deutscher Liedermacher und Lehrer.

## Leben und Wirken
Als Gymnasiast erlernte Marcel Lehmann verschiedene Instrumente und spielte in mehreren Bands. Nach dem Abitur ließ er sich in Karlsruhe in Pädagogik, Musik und Mathematik ausbilden. Nachdem er das 1. und 2. Staatsexamen absolviert hatte, studierte er neben seiner Tätigkeit als Lehrer für Musik und Mathematik in Freiburg Theologie und erwarb auf diesem Wege die Missio canonica.
Ende der 1970er Jahre regten ihn Texte von Friedrich Hölderlin zu den ersten Kompositionen an. Es entstanden Lieder wie Hälfte des Lebens, Da ich ein Knabe war und Menschenbeifall. Zu Beginn der 1980er Jahre gründete er die religiösen Musikgruppen „REMU“ und „Leuchtsignale“, mit denen er unter anderem bei Katholikentagen und Kirchentagen auftrat.
Seine Liebe zur Musik und sein religiöses Interesse veranlassten ihn in den ersten Berufsjahren dazu, religiöse Texte zu vertonen. Aus von dem Grazer Theologen Albert Höfer übertragenen Psalmtexten machte er Lieder, welche durch die Verlagsgruppe „engagement“ Interessenten in Deutschland, Österreich und der Schweiz zugänglich wurden.
In der zweiten Hälfte der 1980er Jahre und in den 1990er Jahren konzentrierte er sich auf das neue weltliche Kinderlied, ohne dabei seine Wurzeln zu vergessen. Parallel zu seinen überwiegend weltlichen Veröffentlichungen, die in Zeitungen, Fach- und Kinderzeitschriften vorgestellt wurden, schrieb er neue religiöse Lieder. Sieben Tage Schöpfung entstand, ein musikalisches Spiel für Kinder und Jugendliche. Seine Kompositionen kamen in Seminaren, Konzerten, im Schulunterricht und in Gottesdiensten zum Einsatz. Er arbeitete mit Künstlern und Textern wie Ludger Edelkötter, Siegfried Fietz und Hermann Schulze-Berndt zusammen.
Seit dem Jahre 2000 produziert und vertreibt er seine neu entstandenen weltlichen und religiösen Werke unter dem Namen „Bärenstarke Musik“.
Im Jahre 2008 lernte er die Religionspädagogin Jutta Nowak kennen. Mit ihr schuf er das Werk Wer singt, betet doppelt (Klingendes Kirchenjahr: Weihnachten – Ostern – Pfingsten), das im Institut für Religionspädagogik in Freiburg veröffentlicht wurde.
2019 leistete Marcel Lehmann einen Beitrag zum Kunstprojekt „Im Visier“  (Neubulach). Es entstanden die Lieder Die Polizei und Der Polizeihund Alberich, die unter Mitwirkung von Musikern des Landespolizeiorchesters Baden-Württemberg, eines Chors der Aurelius Sängerknaben und Marcel Lehmann aufgenommen worden sind. Mit  „Die Polizei“ wurde im Rahmen der Serie „Carpe Diem Music for Kids“ erstmals ein Werk des Liedermachers von einem auf Blasorchester spezialisierten Verlag veröffentlicht.
Marcel Lehmann gibt bundesweit Konzerte und war in der Weiterbildung von Lehrern, Erziehern, Gemeindereferenten und Turnverein-Gruppenleitern tätig. Auch in Frankreich und Österreich gastierte Marcel Lehmann in den vergangenen Jahren.
Marcel Lehmann ist verheiratet, hat eine Tochter, einen Sohn, eine Enkelin und zwei Enkel. Er lebt in Hohberg (Baden-Württemberg).

## Veröffentlichungen
- Sing und spiel mit uns. Gruppenpädagogische Literatur, Wehrheim.
- Weihnacht’ schlägt die Stunde. Gruppenpädagogische Literatur, Wehrheim.
- Der Spaß ist da. Gruppenpädagogische Literatur, Wehrheim.
- Singet Lob ihm immerzu. Lahn-, Studio-Union, Limburg.
- Neue Psalmenlieder. IRP Freiburg.
- Musik-Bewegung-Tanz. Bärenstarke-Musik, Hohberg.
- Ganzheitliche Bewegungserziehung „Bewegung hält uns fit!“ ALS, Dietzenbach.
- Gott hat ein Gesicht bekommen. Steyler, Nettetal.
- Meine Mieze, Miezekatze, komm, und reich mir deine Tatze. Impulse, Drensteinfurt.
- Komm, reich ihm die Hand! Abakus, Greifenstein.
- Er lässt uns nicht allein. Bärenstarke-Musik, Hohberg.
- Ein bärenstarkes Jahr. Bärenstarke-Musik, Hohberg.
- Ich will ihm danken mit meinem Lied. Bärenstarke-Musik, Hohberg.
- Fit wie der Bär. Bärenstarke-Musik, Hohberg.
- Wer singt, betet doppelt. IRP, Freiburg.
- Komm, spiel mit! Verlag Eifelkrone, Neroth
- Die Polizei. Carpe Diem Musikverlag, Tauberbischofsheim

Lieder von Marcel Lehmann wurden auch im Persen-Verlag (Horneburg), im Kösel-Verlag (München), im Projektion/Musikverlag (Asslar), im Auer-Verlag (Donauwörth), im Oncken-Verlag (Kassel), im Verlag Steyler Missionare (Nettetal), im Schott-Verlag (Mainz), im Herder-Verlag (Freiburg) und im Ernst Klett Verlag (Stuttgart, Leipzig) veröffentlicht.